# 弟子丸千一郎
弟子丸 千一郎（でしまる せんいちろう、1943年（昭和18年）3月11日 - 2013年（平成25年）10月27日）は、日本のテレビプロデューサー。
佐賀県出身、早稲田大学政経学部卒業。株式会社アックス元代表取締役社長。
TBSテレビプロデューサーとして音楽番組の製作及び演出に長く携わった人物である。『ザ・ベストテン』の立ち上げに寄与しており、プロデューサーとして、『あなたの歌が聴きたいという人たちのリクエストに応えるべきだ』と、当時、頑なにテレビ出演を拒んでいた松山千春を説得して出演させたことでも知られる。

## 人物
大学ではニューオーリンズジャズクラブに所属、ドラムを担当。1965年、TBSに入社。
アナウンサーを務めていたことはなかったが、アナウンスセンター長を務め、制作局第二部長、社会情報局長、事業局長などを歴任。後に株式会社アックス（現・TBSアクト）社長に就任した。
2013年10月27日、多臓器不全により死去。70歳没。

## 制作番組
- セブンスターショー
- ザ・ベストテン[1]
- ザ・コンサート[1]
- 山口百恵さよならコンサート（1980年10月）[1]